# Silvia Sommerlath
Silvia Renate Sommerlath (Heidelberg, 23 dicembre 1943) è la regina consorte di Svezia dal 1976, in quanto moglie di Carlo XVI Gustavo.
Dal 2011 è la consorte sovrana svedese con il regno più lungo, primato detenuto in precedenza da Sofia di Nassau. È impegnata a livello umanitario nello sviluppo dei diritti dei bambini, nel miglioramento della qualità della vita dei disabili e delle persone affette da demenza.

## Biografia

### Origini e infanzia

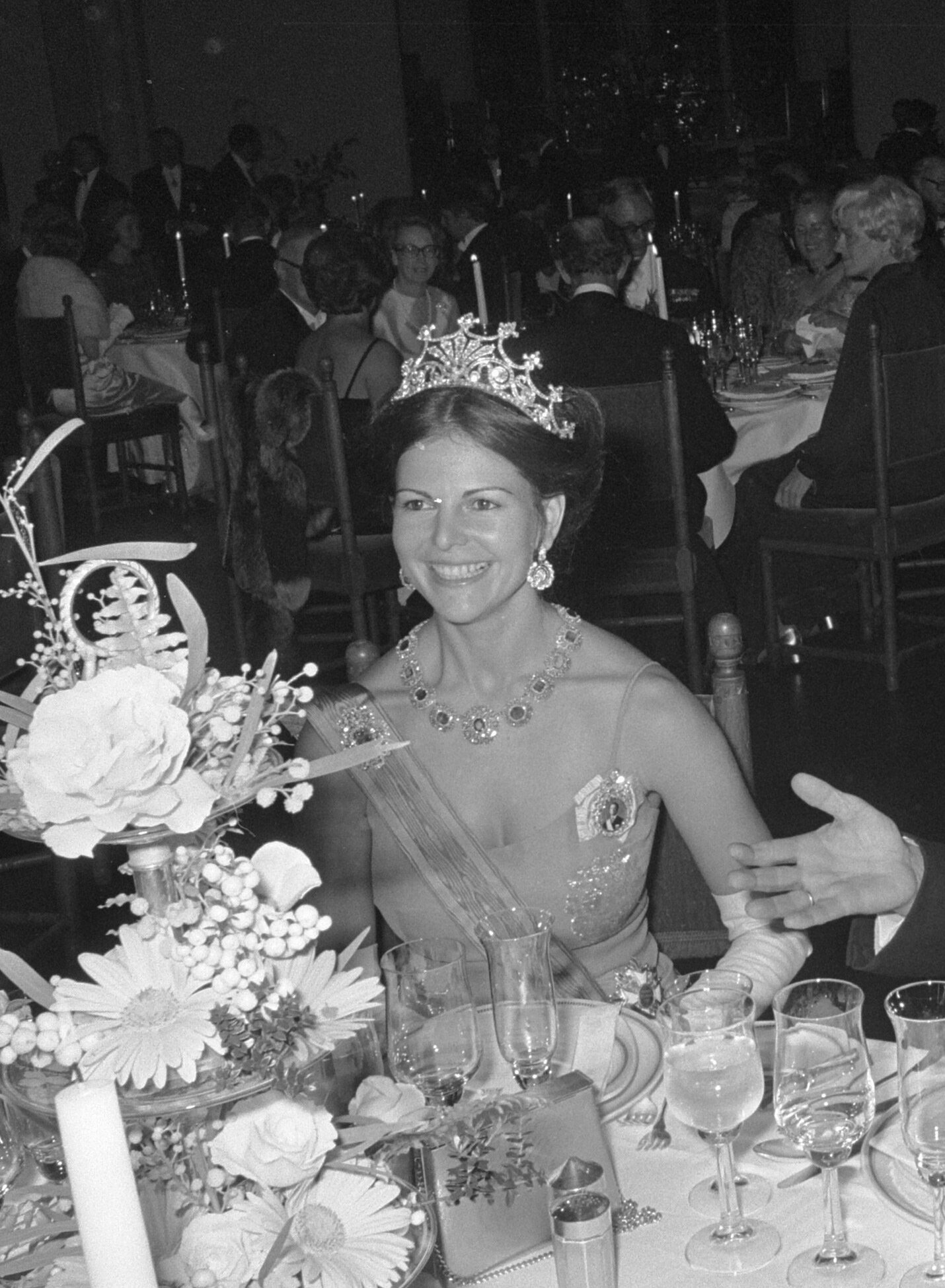
La regina Silvia a cena durante una visita di Stato nei Paesi Bassi, 1976

La regina Silvia è nata nel 1943 a Heidelberg, ultima figlia dell'imprenditore tedesco Walther Sommerlath (1901-1990), presidente della filiale brasiliana della multinazionale svedese Uddeholm AB, e della brasiliana Alice Soares de Toledo (1906-1997), che prima di morire soffrì di demenza.
Attraverso il nonno materno, Artur Floriano de Toledo (1873-1935), è una discendente diretta di Alfonso III del Portogallo (re del Portogallo e re dell'Algarve) e della sua concubina Maria Peres de Enxara. La nonna materna era Elisa Novais Soares (1881-1928).
Ha tre fratelli, Ralf (1929), Walther-Ludwig (1934-2020) e Hans Jörg (1941-2006), e venne educata in rigide scuole di fede protestante, la stessa di suo padre, mentre sua madre era cattolica. Nel 1947 la famiglia si trasferì a San Paolo, per poi rimpatriare nel 1957.

### Educazione e carriera
Giunta in Brasile, venne cresciuta dai suoi genitori secondo un modesto stile di vita. Nella città paulistana ricevette lezioni private di lingue e cucito e le venne impartita un'educazione in portoghese e tedesco, al Colégio Visconde de Porto Seguro.

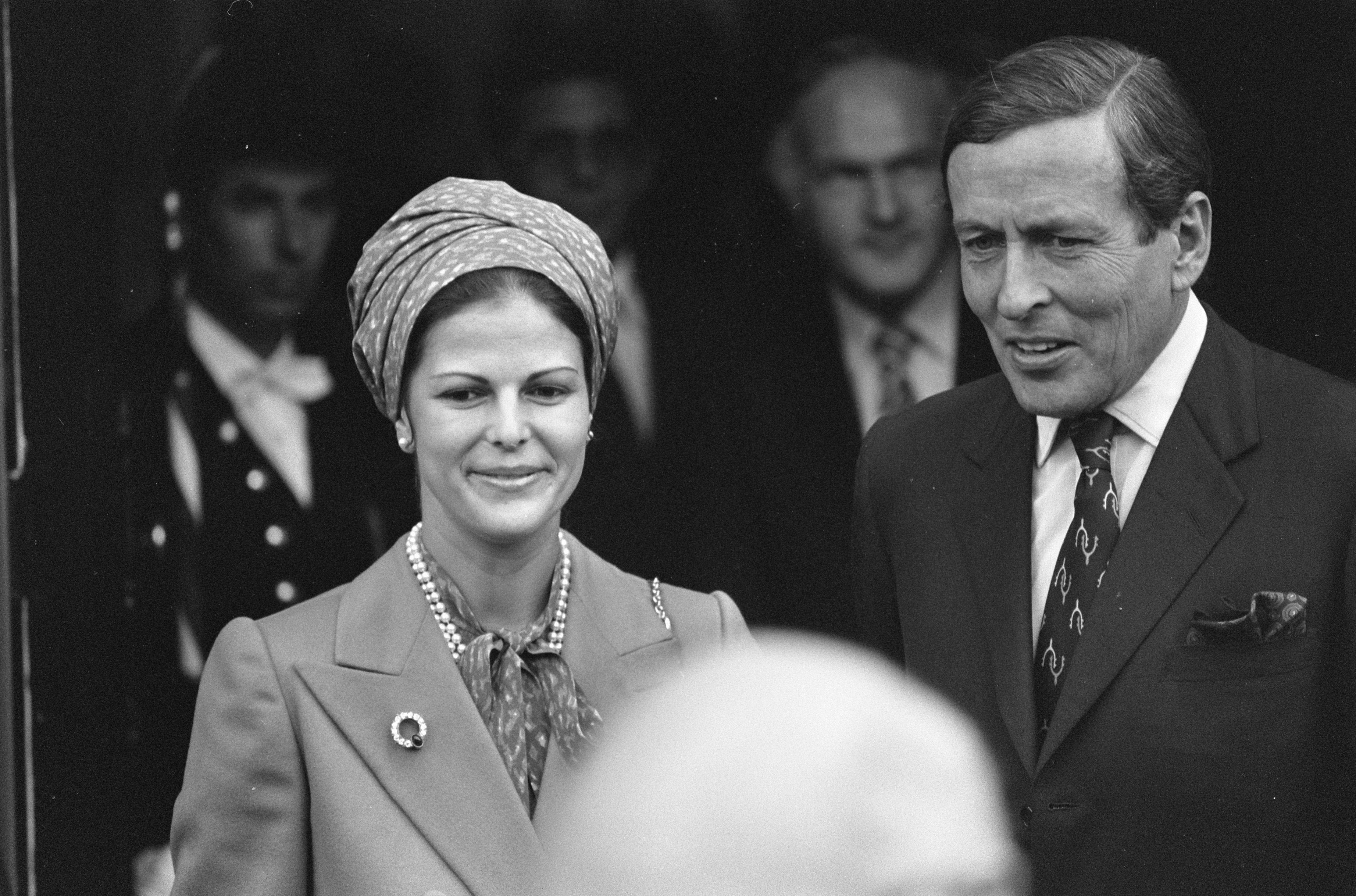
Silvia con il principe Claus dei Paesi Bassi ad Amsterdam, nel 1976

Tornata nella sua città natale, frequentò per meno di un anno l'Elisabeth-von-Thadden-Schule, poiché con la famiglia si trasferì a Düsseldorf, dove nel 1963 ottenne il diploma alla Luisenschule. Tra il 1965 e il 1969 studiò all'Istituto di Lingue e Interpreti di Monaco di Baviera, formandosi in spagnolo per poi lavorare al consolato argentino della città. Sa padroneggiare anche l'inglese e il francese e ha studiato la lingua dei segni svedese.
In seguito fu impiegata presso una ditta spagnola come interprete nei convegni internazionali. Dal 1971 lavorò come responsabile della formazione delle hostess delle Olimpiadi di Monaco. Proprio ai giochi olimpici del 1972 fu tra le undici ragazze che consegnarono le medaglie d'oro agli atleti e venne incaricata di assistere le personalità di spicco della politica o della nobiltà.
Fu in tale contesto che si occupò del cancelliere tedesco Willy Brandt, del primo ministro britannico Edward Heath, di Ranieri III di Monaco e Grace Kelly e incontrò anche il suo futuro marito. Nel 1973 fu nominata Vice Capo del Protocollo al Comitato Organizzatore delle Olimpiadi di Innsbruck.

### Fidanzamento

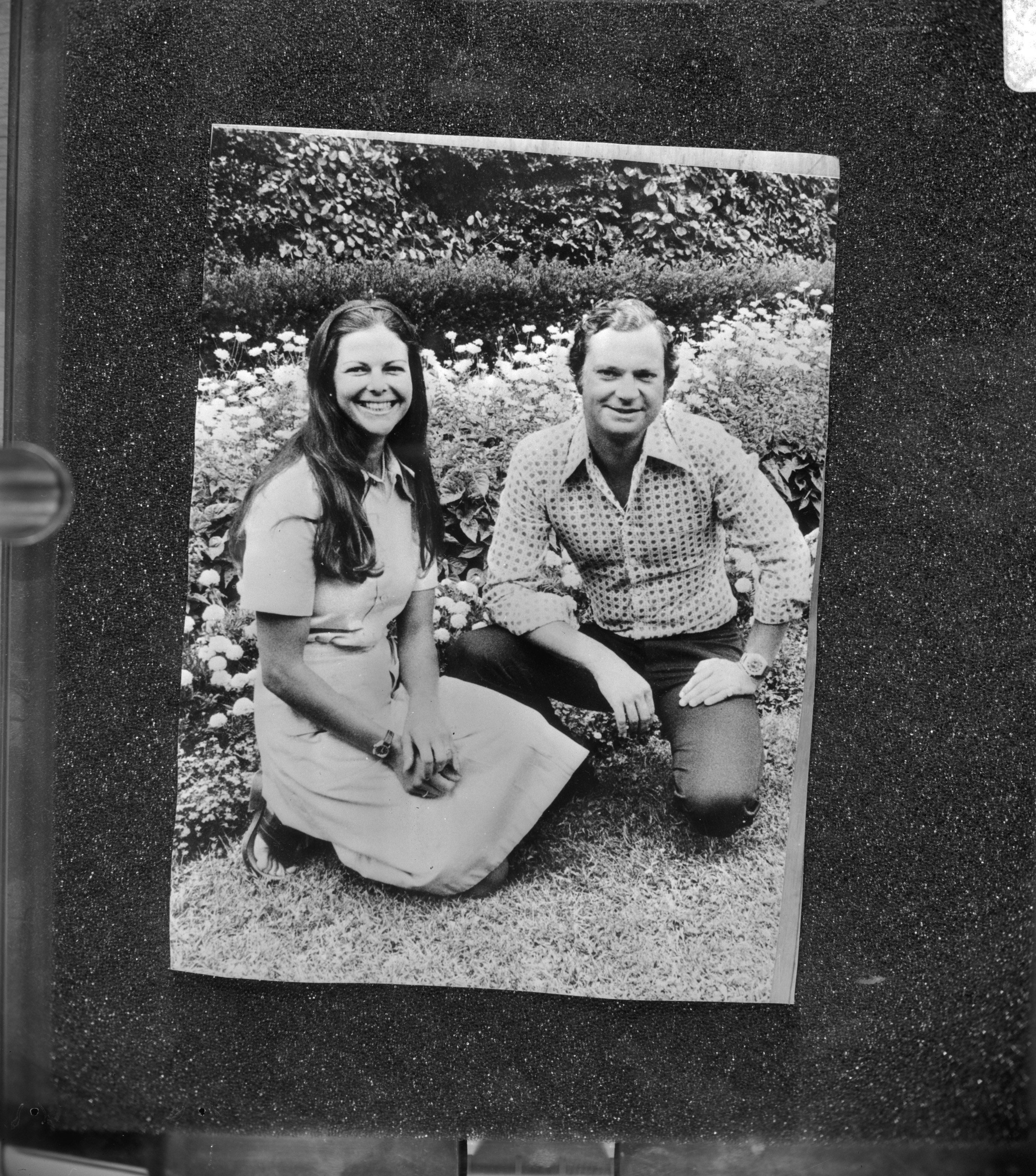
Silvia e Carlo XVI Gustavo nel 1976

Silvia, che all'epoca intratteneva una relazione con un consulente finanziario di 36 anni, rivide Carlo XVI Gustavo a un anno dal loro primo incontro, durante una festa. Nel 1974 Silvia si trasferì a Stoccolma, in un appartamento di proprietà della principessa Cristina, e il fidanzamento venne annunciato il 12 marzo 1976.
In occasione del fidanzamento venne istituito il Kungaparets Bröllopsfond, che ad oggi finanzia per un massimo di cinque anni le attività di associazioni sportive, culturali o di persone disabili attive a favore di bambini o di giovani con disabilità. Il fondo è presieduto dalla regina e ogni anno sostiene circa 25 progetti.

### Regina di Svezia

#### Matrimonio

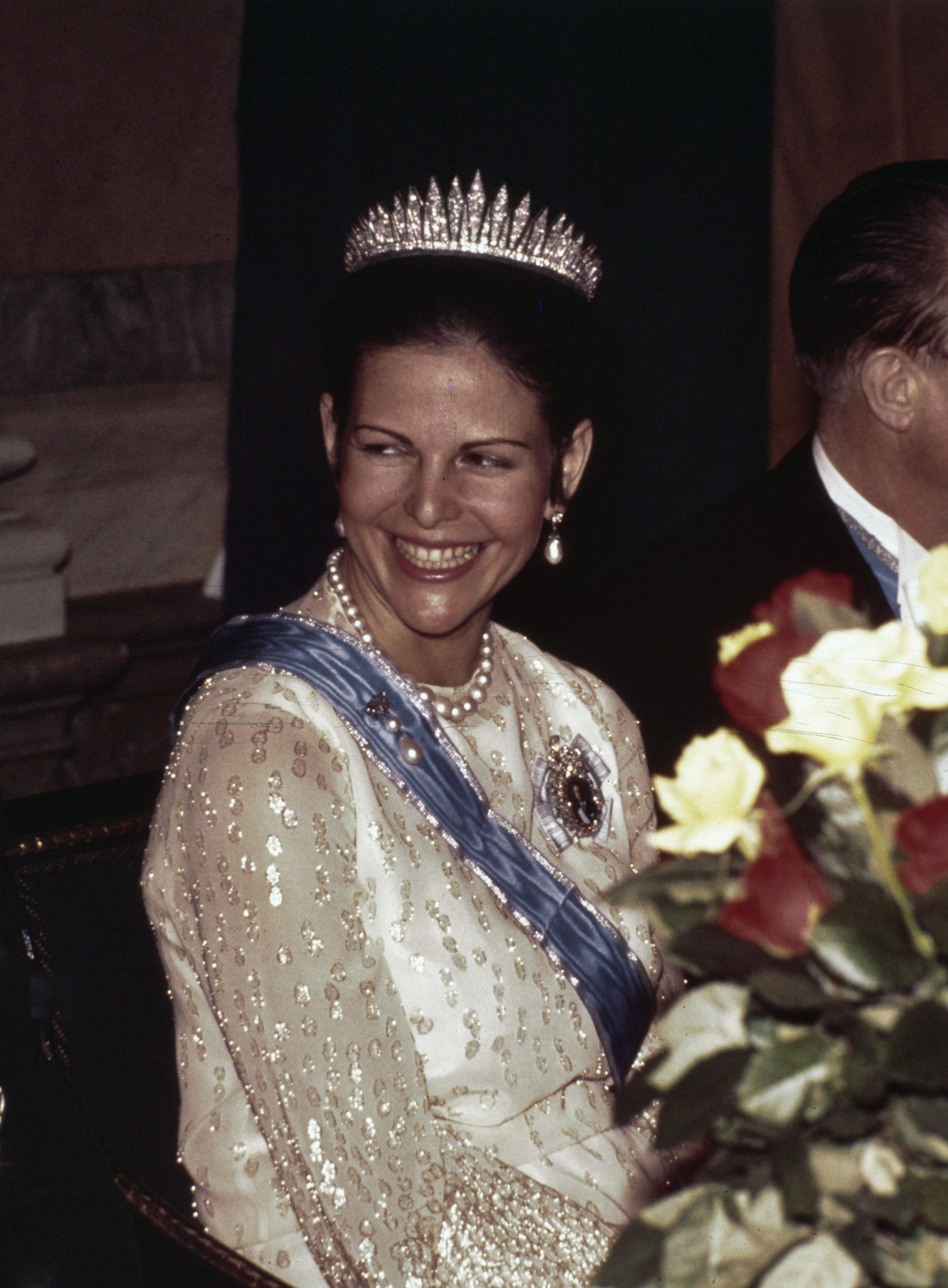
La regina Silvia nel 1977

Silvia e Carlo XVI Gustavo si sposarono il 19 giugno 1976 nella Storkyrkan. A officiare la cerimonia furono l'arcivescovo Olof Sundby, il capo cappellano di corte Hans Åkerhielm e lo zio Ernst. Silvia fu la prima consorte reale svedese ad acquisire lo status di regina nel giorno stesso del proprio matrimonio, dai tempi di Federica di Baden.
Il giorno precedente alle nozze il gruppo di musica pop ABBA interpretò una nuova canzone all'Opera reale svedese, Dancing Queen, cantata in omaggio alla nuova regina nonostante non fosse stata scritta per l'occasione. Due giorni prima di sposarsi, divenne anche cittadina svedese.
Incoraggiò il marito a sostenere l'adozione della primogenitura assoluta nella linea di successione al trono, che entrò ufficialmente in vigore nel 1980. La coppia visse in un appartamento del palazzo reale fino al 1981, quando si trasferì con i figli al castello di Drottningholm.

#### Attività negli anni novanta

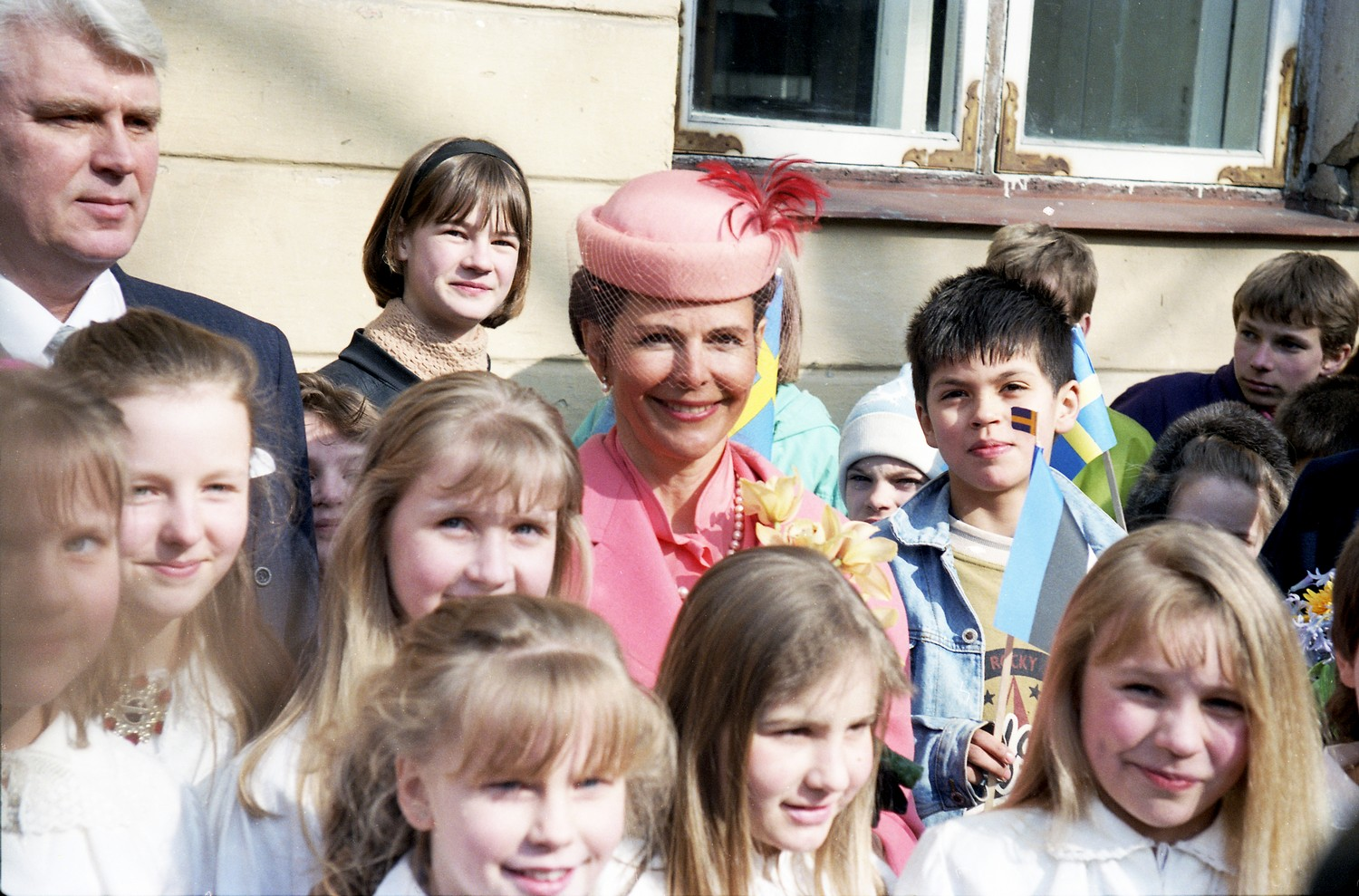
La regina nel 1992 con gli studenti del Gustav Adolfi Gümnaasium di Tallinn

Nel 1990 la regina ricevette il Deutsche Kulturpreis, per il suo lavoro a favore dei disabili. Nel 1993 fu creato il Queen Silvia's Jubilee Fund, che supporta la ricerca sulle disabilità infantili. Nello stesso anno, per promuovere la ricerca scientifica sulle forme di demenza, fu aperta la Queen Silvia's Foundation for Research and Training, il cui consiglio è presieduto dalla regina stessa.
L'anno seguente istituì la Mentor Foundation, oggi nota come Mentor International. La fondazione si prefigge di sviluppare l'autostima dei giovani e di fornire loro sane opportunità di crescita attraverso il mentoring. È attiva anche in Germania, Lettonia e Stati Uniti d'America, oltre che in 22 nazioni arabe attraverso Mentor Arabia, fondata nel 2006 a Dubai con quartier generale a Beirut.
Nel 1996 diede vita a Silviahemmet, di cui presiede il consiglio di amministrazione. La fondazione collabora con la Sophiahemmet Högskola e l'Istituto Karolinska per promuovere la ricerca e la formazione di fisioterapisti, infermieri, operatori di assistenza, terapisti occupazionali e di medici specializzati nel trattamento della demenza. Inoltre prese parte al Primo Congresso Mondiale contro lo Sfruttamento Sessuale dei Bambini a fini Commerciali tenutosi a Stoccolma.
Nella primavera del 1999 fondò la World Childhood Foundation, che si dedica a migliorare la vita dei bambini vittime di violenza, di aggressioni sessuali o in condizioni di vulnerabilità. Dalla sua istituzione, è stata attiva con i suoi progetti in 19 paesi diversi.

#### Dagli anni duemila

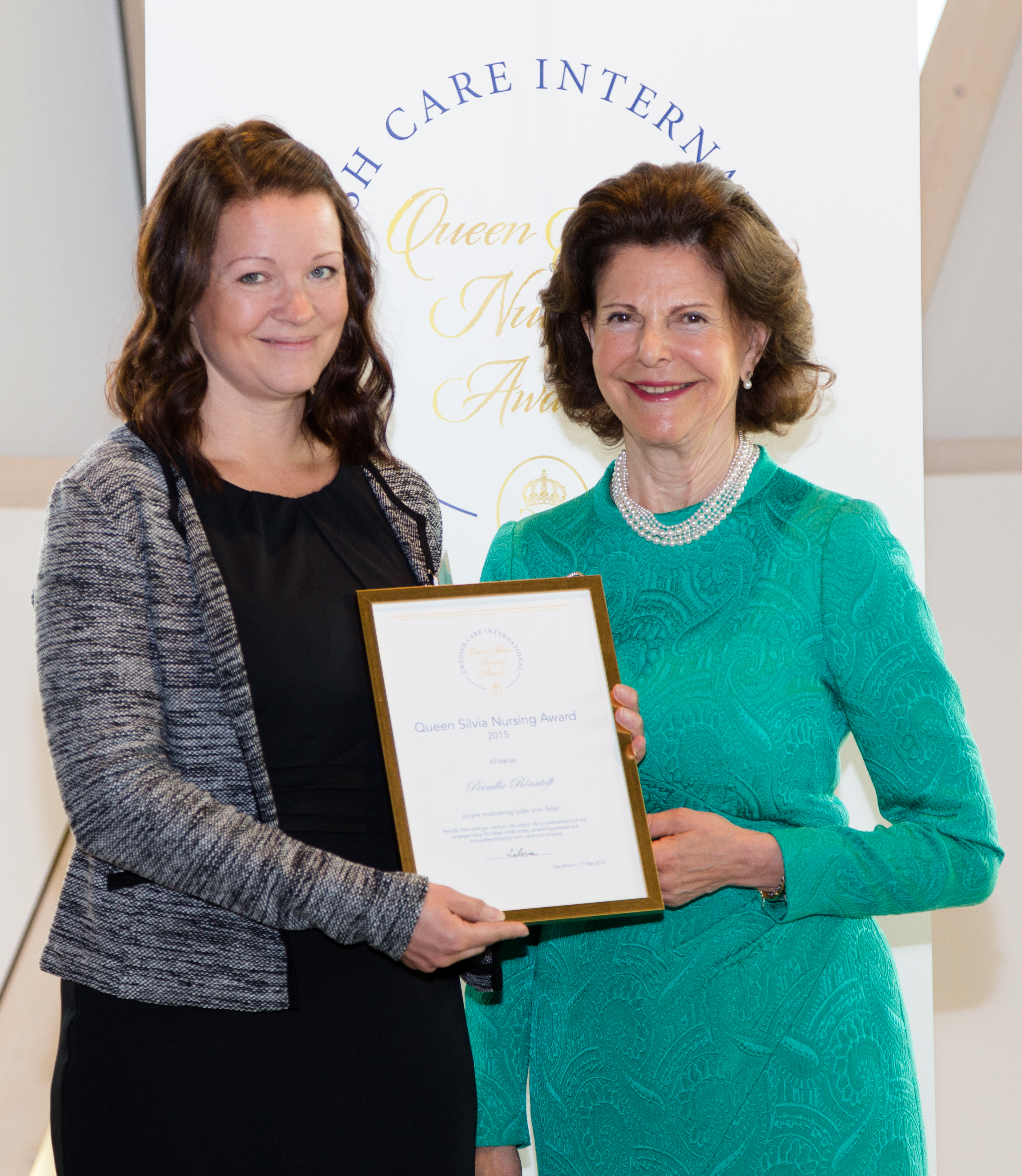
La regina nel 2015 con la studentessa Pernilla Rönntoft, vincitrice del QSNA

Nel 2008, in un'intervista al canale P1 della Sveriges Radio, invitò il governo ad ampliare la legislazione svedese in materia di pornografia infantile. In particolare chiese che la sola fruizione di materiale pedopornografico diventasse un reato, allineando così le leggi svedesi a quelle vigenti in Danimarca e Norvegia. Nel 2009 avviò con il re il World Child & Youth Forum, oggi denominato Global Child Forum, che opera affinché le aziende siano attive con consapevolezza nell'ambito dei diritti infantili.
Nel 2012 l'Ideella föreningen Forum for Elderly Care e la Swedish Care International istituirono il Queen Silvia Nursing Award (QSNA), in onore alle attività della regina. Il premio è destinato agli studenti di infermieristica che con idee innovative si impegnano a migliorare l'assistenza agli anziani e ai malati di demenza. Viene consegnato in Svezia, Finlandia, Polonia, Germania, Lituania e presso l'Università del Washington. Nel 2013, in occasione del suo 70⁰ compleanno, nacque la Queen Silvia's Foundation - Care About the Children, per sostenere i bambini a livello globale al fianco delle agenzie umanitarie. Come da programma, la fondazione ha cessato di essere operativa il 31 dicembre 2023.
Nell'aprile 2015, nella Casina di Pio IV in Vaticano, partecipò con i ministri svedesi dell'infanzia e della giustizia a una conferenza sulla lotta al traffico di esseri umani, in particolare di bambini, organizzata tra l'Ambasciata di Svezia nella Santa Sede e la Pontificia accademia delle scienze sociali. Nell'ambito delle malattie cognitive è stata anche impegnata nell'elaborazione di spazi abitativi sicuri e adattati ai bisogni dei malati. A novembre 2015 incontrò Ingvar Kamprad, fondatore di IKEA, che restò positivamente colpito dalle attività di Silviahemmet e decise perciò di affiancare la regina nel suo nuovo progetto. Nacque quindi il concetto abitativo di "SilviaBo", dalla collaborazione con BoKlok e IKEA, che consiste nella realizzazione di appartamenti sostenibili e protetti per chi soffre di demenza.
Nel 2018 andò in onda il documentario "Drottning Silvia 75 år" sul canale SVT1, in occasione del suo 75⁰ compleanno. Il 21 novembre 2022 si tenne la prima conferenza in materia di diritti dei bambini, allo Stockholm Centre for the Rights of the Child presso l'Università di Stoccolma, istituita su iniziativa della vicerettrice Astrid Söderbergh Widding in onore della regina. Nel marzo 2023 prese parte al convegno sulla tratta di esseri umani per scopi sessuali, tenuto a Stoccolma dalla presidenza svedese del Consiglio dell'Unione europea. A maggio le è stata conferita la cittadinanza onoraria di Heidelberg, sua città natale, dal sindaco Eckart Würzner.

#### Controversie sull'adesione al nazismo di Walther Sommerlath

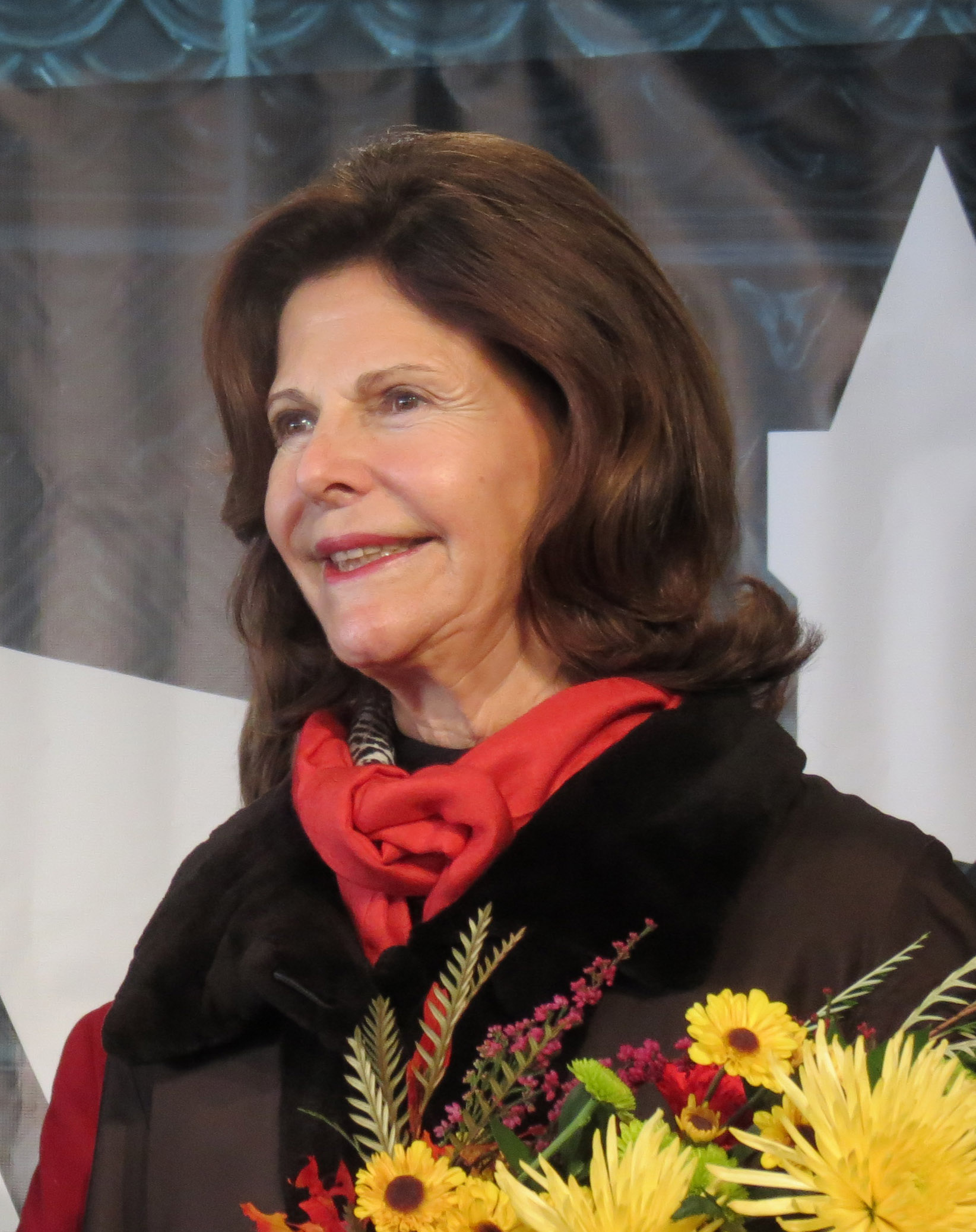
La regina nel 2012 alle celebrazioni del 150⁰ anniversario del Gustavus Adolphus College di Minneapolis

Nel 2002 il quotidiano svedese Arbetaren rivelò che il padre di Silvia entrò nel Partito Nazista nel 1934. Dopo aver ricevuto prove certe della notizia, la regina rivelò che fu per lei "un grande shock" e dichiarò di voler svolgere ricerche più approfondite.
Nel 2010 un documentario trasmesso su TV4 riportò che nel 1939 Walther Sommerlath rilevò una fabbrica dall'uomo d'affari ebreo Efim Wechsler (cedendogli in cambio una piantagione di caffè e tre terreni in Brasile), come parte del programma di arianizzazione della Germania nazista, in cui gli ebrei venivano espropriati delle proprie imprese. In contrasto a quanto mostrato dal documentario, lo storico Erik Norberg (ciambellano del gabinetto della Corte Reale svedese) ritenne che il signor Sommerlath compì tale scambio per poi aiutare Wechsler a ottenere un visto per fuggire in Brasile dalle persecuzioni.
Il giornalista svedese Johan Åsard affermò che in realtà fu la figlia di Wechsler, Ilse, a fornire un visto a suo padre, già due mesi prima che Sommerlath ne rilevasse la fabbrica. Criticò in seguito le indagini svolte da Norberg (durate due anni), affermando che "falsificassero la storia" e che la casa reale avrebbe dovuto assumere più ricercatori.
Nello stesso documentario, la regina difese suo padre dichiarando che "non era politicamente attivo, non era un soldato. Era responsabile per gli operai della fabbrica. E se andavi contro, era come andare contro l'intero meccanismo". Per tali affermazioni venne criticata da Åsard, per il quale Silvia aveva agito "in base alle emozioni", senza essere in grado di "separare il suo ruolo di figlia da quello di regina".
Nel 2012 la Corte Reale svedese pubblicò un video in cui la regina si espresse per l'ultima volta sulla questione, affermando di respingere con disgusto i modi "disumani e brutali in cui è stato trattato il popolo ebraico".

### Interessi personali

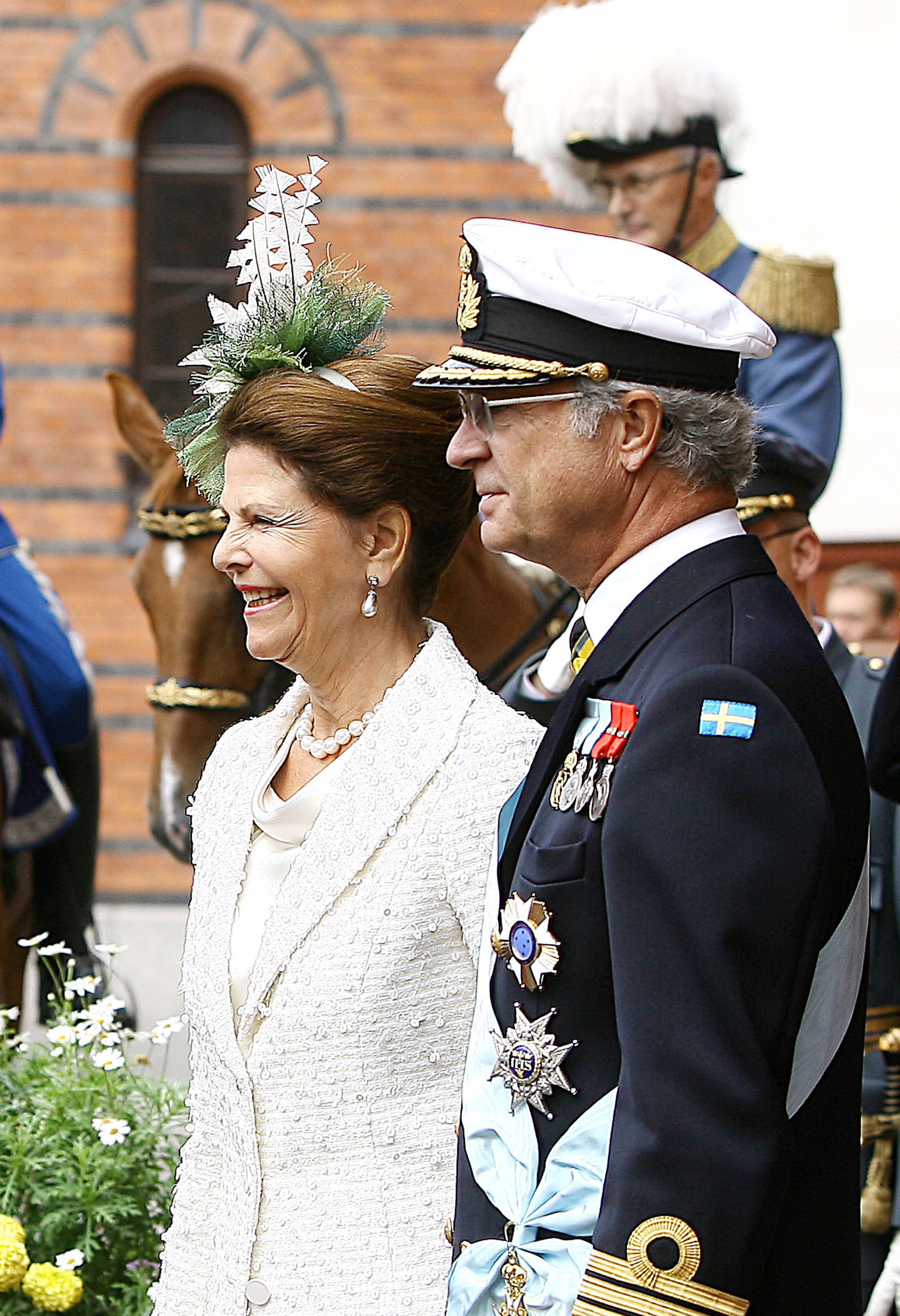
Silvia e Carlo XVI Gustavo nel 2007

Gli interessi della regina includono la storia, la lettura, il teatro, l'opera, i concerti e la natura. Appassionata di giardinaggio, con il marito è impegnata nella conservazione dei giardini del palazzo Solliden, residenza estiva della famiglia reale.

## Discendenza
Silvia Sommerlath e Carlo XVI Gustavo di Svezia ebbero due figlie e un figlio:
- Principessa ereditaria Vittoria (1977), con il marito Daniel Westling (1973) ha avuto due figli;
- Principe Carlo Filippo (1979), con la moglie Sofia Hellqvist (1984) ha avuto quattro figli;
- Principessa Maddalena (1982), con il marito Christopher O'Neill (1974) ha avuto tre figli.

## Titoli e trattamento
- 23 dicembre 1943 - 19 giugno 1976: Silvia Renate Sommerlath
- 19 giugno 1976 - attuale: Sua Maestà, la regina di Svezia

## Ascendenza
|                              |                            |                            | Genitori                        |  |  | Nonni |  |  | Bisnonni              |  |  | Trisnonni                            |  |
|                              |                            |                            |                                 |  |  |       |  |  | Carl Louis Sommerlath |  |  | Johannes Heinrich Philipp Sommerlath |  |
|                              |                            |                            |                                 |  |  |       |  |  | Carl Louis Sommerlath |  |  | Johannes Heinrich Philipp Sommerlath |  |
|                              |                            | Marie Philippine Meine     |                                 |  |  |       |  |  | Carl Louis Sommerlath |  |  |                                      |  |
| Louis Carl Moritz Sommerlath |                            |                            |                                 |  |  |       |  |  | Carl Louis Sommerlath |  |  |                                      |  |
|                              |                            | Anna Lucie Tille           | Ernst Gottlieb Tille            |  |  |       |  |  |                       |  |  |                                      |  |
|                              |                            | Anna Lucie Tille           | Ernst Gottlieb Tille            |  |  |       |  |  |                       |  |  |                                      |  |
|                              |                            | Anna Lucie Tille           | Caroline Friederike Pröpping    |  |  |       |  |  |                       |  |  |                                      |  |
| Carl Walther Sommerlath      |                            | Anna Lucie Tille           |                                 |  |  |       |  |  |                       |  |  |                                      |  |
|                              |                            | Johann Friedrich Waldau    | Johann Friedrich Waldau         |  |  |       |  |  |                       |  |  |                                      |  |
|                              |                            | Johann Friedrich Waldau    | Johann Friedrich Waldau         |  |  |       |  |  |                       |  |  |                                      |  |
|                              |                            | Johann Friedrich Waldau    | Johanne Marie Fricke            |  |  |       |  |  |                       |  |  |                                      |  |
| Erna Sophie Christine Waldau |                            | Johann Friedrich Waldau    |                                 |  |  |       |  |  |                       |  |  |                                      |  |
|                              |                            | Sophie Marie Schmidt       | Heinrich Andreas Schmidt        |  |  |       |  |  |                       |  |  |                                      |  |
|                              |                            | Sophie Marie Schmidt       | Heinrich Andreas Schmidt        |  |  |       |  |  |                       |  |  |                                      |  |
|                              |                            | Sophie Marie Schmidt       | Catharine Marie Christine Prien |  |  |       |  |  |                       |  |  |                                      |  |
| Silvia Sommerlath            |                            | Sophie Marie Schmidt       |                                 |  |  |       |  |  |                       |  |  |                                      |  |
|                              | Joaquim Floriano de Toledo | Joaquim Floriano de Toledo |                                 |  |  |       |  |  |                       |  |  |                                      |  |
|                              | Joaquim Floriano de Toledo | Joaquim Floriano de Toledo |                                 |  |  |       |  |  |                       |  |  |                                      |  |
|                              | Joaquim Floriano de Toledo | Mathilde Aguiar de Campos  |                                 |  |  |       |  |  |                       |  |  |                                      |  |
| Artur Floriano de Toledo     | Joaquim Floriano de Toledo |                            |                                 |  |  |       |  |  |                       |  |  |                                      |  |
|                              |                            | Maria Júlia de Barros      | Francisco Antonio de Barros     |  |  |       |  |  |                       |  |  |                                      |  |
|                              |                            | Maria Júlia de Barros      | Francisco Antonio de Barros     |  |  |       |  |  |                       |  |  |                                      |  |
|                              |                            | Maria Júlia de Barros      | Gertrudes Olaia de Toledo       |  |  |       |  |  |                       |  |  |                                      |  |
| Alice Soares de Toledo       |                            | Maria Júlia de Barros      |                                 |  |  |       |  |  |                       |  |  |                                      |  |
|                              |                            | Emiliano Baptista Soares   | José Baptista Soares            |  |  |       |  |  |                       |  |  |                                      |  |
|                              |                            | Emiliano Baptista Soares   | José Baptista Soares            |  |  |       |  |  |                       |  |  |                                      |  |
|                              |                            | Emiliano Baptista Soares   | Vitoria de Freitas              |  |  |       |  |  |                       |  |  |                                      |  |
| Elisa Novais Soares          |                            | Emiliano Baptista Soares   |                                 |  |  |       |  |  |                       |  |  |                                      |  |
|                              |                            | Joaquina Dias Novais       | Joaquim Dias de Novaes          |  |  |       |  |  |                       |  |  |                                      |  |
|                              |                            | Joaquina Dias Novais       | Joaquim Dias de Novaes          |  |  |       |  |  |                       |  |  |                                      |  |
|                              |                            | Joaquina Dias Novais       | Lúcia Maria Brandina            |  |  |       |  |  |                       |  |  |                                      |  |
|                              |                            | Joaquina Dias Novais       |                                 |  |  |       |  |  |                       |  |  |                                      |  |

## Onorificenze

### Altri riconoscimenti
- Deutsche Kulturpreis (Monaco di Baviera, 1989);[3]
- Alzheimer Europe Award (Bruxelles, 2001);[3]
- SWEA International's Swedish Woman of the Year Award (Göteborg, 2001);[3]
- German Media Award (Baden-Baden, 2002);[3]
- Dr Jushichiro Naito International Childcare Award (Stoccolma, 2005);[3]
- Bambi (Stoccarda, 2006);[3]
- BRIS Award (Stoccolma, 2007);[3]
- Premio Quadriga (Berlino, 2007);[3]
- Courage Prize (Bad Iburg, 2009);[3]
- Medaglia di Sant'Erik (Stoccolma, 2010);[3]
- Health and Human Rights Leadership Award (New York, 2011);[3]
- Premio Solsticksan (2011);[3]
- Premio Stenbeck (2012);[3]
- Premio Steiger Carità (2012);[3]
- Der Friedenstein Cultural Prize (2014);[3]
- Premio Martin Buber (2014);[3]
- A Heart for Children (2014);[3]
- European Humanitate Prize (2015);[3]
- Premio Onorario del National German Sustainability Award (2015);[3]
- Benedikt Prize (2016);[3]
- Bayerischer Stiftungspreis (2016);[3]
- Humano – Botschafter der Menschlichkeit (2017);
- Premio Theodor Wanner (2017);[3]
- Premio Karl Kübel (2019);[3]
- Butterfly Prize, Women's Organisations Committee on Alcohol and Drug Issues (2020).[3]